# Oorts kometmoln

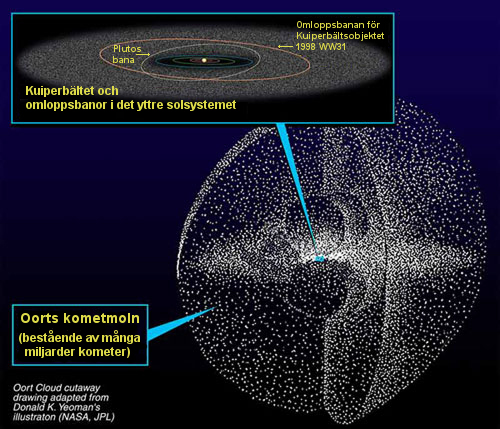
En konstnärs version av Kuiperbältet och Oorts kometmoln.

Oorts kometmoln eller Öpik-Oorts kometmoln är ett vidsträckt moln som omger solsystemet. Det består av rester från solsystemets bildande. Oorts kometmoln antas finnas ungefär mellan några tusen och minst 50 000 astronomiska enheter (AE) från solen (minst 0,8 ljusår). Många observerade kometer tros vara delar av Oorts kometmoln som störts i sin bana och fallit in mot det inre av solsystemet, vilket förklarar hur det fortfarande kan finnas kometer trots att de förångas snabbt när de börjat gå i en snävare bana kring solen.
Existensen av ett sådant kometmoln föreslogs 1932 av den estniske astronomen Ernst Öpik, men teorin uppmärksammades då inte. År 1950 föreslog den nederländske astronomen Jan Hendrik Oort oberoende detsamma, och teorin vann därefter anhängare i forskarvärlden. Bildningen är därför mest känd under enbart Oorts namn.

## Struktur
Noggranna statistiska studier över kometbanor utförda av Ernst Öpik och Jan Oort visade att solsystemet omgavs av ett sfäriskt moln av kometer på ett avstånd på cirka 50 000 AE. Oorts kometmoln har aldrig observerats, men efter mångårig forskning är astronomerna förvissade om dess existens. De stora avstånden gör att Oortmolnet inte kan observeras direkt, och medför att den precisa strukturen för Oortmolnet är osäker.
I huvudsak får man bestämma strukturen dels genom att bygga upp matematiska modeller och räkna framåt från hur förhållandena bör ha varit vid solsystemets tillkomst, och dels genom att räkna bakåt från observerationer av kometer, som bör ha haft sitt ursprung i Oortmolnet.
Himlakropparna i molnet uppskattas ha banor som ligger på mellan 3 000 AE och 100 000 AE från solen. Den största osäkerheten gäller här den bortre gränsen, som av vissa astronomer förmodas ligga på bara ungefär avståndet 50 000 AE, men av andra kanske 200 000 AE eller ännu längre bort. Molnet antas innehålla mellan 10¹² och 10¹³ kometer med en uppskattad största massa på kanske 100 jordmassor (dvs ungefär Saturnus massa); en datasimulering av Alessandro Morbidelli angav 50 jordmassor.
Oorts kometmoln anses vara uppdelat i det inre Oortmolnet, ibland kallat Hills moln, och det yttre Oortmolnet, med olika kännetecken. En kropp i Oortmolnet som får sin bana rubbad på så sätt att dess perihelium kommer betydligt närmare solen kommer att uppträda som komet i den lättobserverbara delen av solsystemet. De övriga småkropparna kan uppfattas som "potentiella" kometer, men uppvisar inte de för kometer typiska kännetecknen så som koma. De utgör de allra flesta, men är betydligt svårare att observera.

### Inre Oortmolnet
Småkropparna i det inre Oortmolnet torde befinna sig på mellan 3 000 AE och 20 000 AE från solen. Enligt Morbidelli ger dock datasimulering en hitre gräns på 6 000 AE. Objekten har i huvudsak banor som ligger förhållandevis nära ekliptikan, vilket bör ge hela molnet en torusform. Enligt Jack Hills' beräkningar i hans avhandling från 1981 innehåller det inre molnet de allra flesta av Oortmolnets kroppar. Kometerna i det inre Oortmolnet påverkas av jätteplaneternas gravitation och drivs sakta ut i rymden. När kometerna kommit cirka 20 000 AE från solen, och når gränsen till det yttre Oortmolnet, så är solens dragningskraft så svag att de börjar driva bort från ekliptikan och får en helt godtycklig rörelseriktning och utbredning.

### Yttre Oortmolnet
Det yttre molnets utbredning torde vara från 20 000 AE till 100 000 AE, med stor osäkerhet för den bortre gränsen, vilken bör gå där Vintergatans och grannstjärnornas tidvattenkrafter får molnet att skingras. De flesta kometer som observerats härstammar från det yttre molnet. Eftersom dessa kometer tycks anlända från godtyckliga riktningar, kan man dra slutsatsen att det yttre molnet i stort sett är klotformigt. Det bör vara påtagligt tätare i sina inre delar än längre ut. Yttre oortmolnet förlorar kometer i en takt som skulle tömma molnet på omkring 2 miljarder år (halva solsystemets uppskattade ålder). Tillskott av kometer från det inre Oortmolnet är en förutsättning för att det yttre kometmolnet inte ska utarmas och försvinna.

## Kometer från Oortmolnet
Objekten i yttre Oortmolnet kan störas och börja falla mot solen. Störningen orsakas av:
- Närpassage av en stjärna.
- Variationer i det galaktiska gravitationsfältet.
- Gigantiska molekylmoln.

När kometen gör sitt första varv runt solen kallas den för en dynamiskt ny komet. Kometens inklination blir godtycklig och omloppsbanan runt solen kan vara antingen prograd eller retrograd. När kometen når solsystemets inre delar, så påverkas banan av Jupiter och får minskad omloppsbana. Efter några hundra varv blir kometen kortperiodisk, men inklinationen påverkas inte. Endast 10 % av kometerna som går i omloppsbana kring solen beräknas klara 50 passager. Kortperiodiska kometer som har prograda rörelseriktningar och låg inklination tros komma från en tillplattad skiva utanför Uranus, medan övriga tros härröra från Oortmolnet.

## Objekt i molnet
Det råder inte full enighet bland astronomer om gränserna för molnets utsträckning, och därför inte heller om vilka celesta objekt (himlakroppar) som hör dit. Några objekt uppfattas av en del astronomer som "på gränsen till Ortmolnet", däribland 90377 Sedna. När den är vid perihelium är avståndet till solen 76 AE, medan avståndet i aphelium är 901 AE. Sedna har alltså en väldigt excentrisk omloppsbana.
| Nummer | Namn       | Diameter (km) | Perihelion (i AE) | Aphelion (i AE) | Upptäckt | Upptäckare                                           |
| ------ | ---------- | ------------- | ----------------- | --------------- | -------- | ---------------------------------------------------- |
| 90377  | Sedna      | <1800, >1180  | 76                | 901             | 2003     | Michael E. Brown, Chad Trujillo, David L. Rabinowitz |
| 148209 | 2000 CR105 | 265 km        | 44.3              | 397             | 2000     | Lowell Observatory                                   |